# De N'Amorós
De N'Amorós es un cultivar de higuera de tipo higo común Ficus carica, unífera de higos de epidermis con color de fondo verde oscuro con sobre color morado rojizo y presentan color verde claro en el cuello. Se cultiva en la colección de higueras de Montserrat Pons i Boscana en Llucmajor, Islas Baleares.

## Sinonimia
- „Amorosa“,[4][6][7]

## Historia
Actualmente la cultiva en su colección de higueras baleares Montserrat Pons i Boscana, rescatada de un ejemplar o higuera madre localizada en el término de Llucmajor en Cugulutx, en la finca "can Amorós" propiedad de Bernat Contestí, donde se desarrollan cuatro ejemplares de la misma variedad.
La variedad 'De N'Amorós' es originaria de la finca "can Amorós" de donde le viene el nombre, su propietario Tomeu Contestí nacido a principios del siglo XX siempre la había conocido. Nacida de semilla en un cercado para animales de higos chumbos, y por sus características favorables para alimentar al ganado ovino, el dueño la reprodujo en su finca de Cugulutx.

## Características
La higuera 'De N'Amorós' es una variedad unífera de tipo higo común. Árbol de gran desarrollo, vigorosidad entre media y alta, con copa redondeada y de ramaje espeso y muy denso de follaje. Sus hojas son mayoritariamente de 3 lóbulos y menos de 5 lóbulos. Sus hojas con dientes presentes márgenes serrados poco marcados, ángulo peciolar obtuso. 'De N'Amorós' tiene desprendimiento elevado de higos, y un rendimiento productivo medio y periodo de cosecha medio. Muy prolífica bastante apta para ser cultivada como alimento del ganado. La yema apical cónica de color verde blanquecino.
Los frutos 'De N'Amorós' son higos de un tamaño de longitud x anchura:25 x 32 mm, con forma piriforme un poco cónicos, que presentan unos frutos pequeños de unos 14,740 gramos en promedio, de epidermis con consistencia fuerte, grosor de la piel grueso, color de fondo verde oscuro con sobre color morado rojizo y presentan color verde claro en el cuello. Ostiolo de 2 a 3 mm con escamas pequeñas oscuras. Pedúnculo de 2 a 4 mm cilíndrico verde morado. Grietas longitudinales gruesas. Costillas poco marcadas. Con un ºBrix (grado de azúcar) de 26 de sabor dulce sabroso, con color de la pulpa rojo intenso. Con cavidad interna ausente o pequeña. Son de un inicio de maduración sobre el 5 de septiembre al 16 de octubre. De rendimiento por árbol medio y periodo de cosecha mediano con los higos bastante tardíos. Variedad poco conocida y cultivada.
Se usa como higos frescos en alimentación humana, y en fresco y en seco para ganado porcino y ovino. Tienen difícil abscisión del pedúnculo y mediana facilidad de pelado de consistencia fuerte. Son inalterables a las lluvias y los rocíos, y muy resistentes a la apertura del ostiolo y al transporte. Susceptibles al desprendimiento.

## Cultivo
'De N'Amorós', se utiliza higos frescos en humanos, y frescos y secos para el ganado. Se está tratando de recuperar de ejemplares cultivados en la colección de higueras baleares de Montserrat Pons i Boscana en Llucmajor.